# Windpark Pottendorf
Der Windpark Pottendorf, auch Windpark Pottendorf/Tattendorf ist ein Windpark in den Gemeinden Pottendorf und Tattendorf im Bezirk Baden (Niederösterreich). Der Windpark wurde zwischen 2014 und 2015 errichtet und umfasst 15 Windkraftanlagen. Der Windpark steht in Besitz der Wien Energie.

## Lage
Der Windpark Pottendorf liegt im Norden der Gemeinde Pottendorf bzw. im Südosten der Gemeinde Tattendorf. Er erstreckt sich zwischen der Piesting im Nordwesten, der Südautobahn im Nordosten, der Fischa im Südosten und der Landesstraße 157 (Badener Straße) im Südwesten. Im Norden schließen sich der Windpark Tattendorf (8 Anlagen) und der Windpark Oberwaltersdorf (6 Anlagen) an.
Von den 15 Windkraftanlagen liegen drei in der Gemeinde Tattendorf, die übrigen in der Gemeinde Pottendorf. Alle Anlage wurden inmitten von landwirtschaftlich genutzten Flächen errichtet.

## Geschichte
Das Genehmigungsverfahren für den Windpark dauerte mehrere Jahre. Danach starteten die Bauarbeiten mit Vermessungsarbeiten sowie auf Grund des nahe gelegenen Truppenübungsplatzes Großmittel mit der Suche nach Kampfmitteln. Nach archäologischen Untersuchungen sowie der Befestigungen von Zufahrtswegen begann die Herstellung von Kranstellflächen. Im Juli 2014 wurde mit der Errichtung der Fundamente für die Windkraftanlagen begonnen. Als Generalunternehmer fungierte die Ökoenergie Projektentwicklung GmbH. Für den Bau des Windparks wurden insgesamt 66 Millionen Euro investiert. Nach 15 Monaten Bauzeit ging der Windpark im Jahr 2015 in Betrieb. Die feierliche Eröffnung erfolgte am 19. Juni 2016 mit einem Eröffnungsfest, an dem 900 Besucher teilnahmen.
Der Windpark versorgt rechnerisch rund 28.000 Haushalte und produziert jährlich rund 94.400 Megawattstunden Energie. An vier der Anlagen konnten sich interessierte Bürger beteiligen, wobei die Anteile innerhalb von wenigen Minuten ausverkauft waren.

## Technik
- 12 Anlagen vom Hersteller Enercon E-101, 3 MW, Rotordurchmesser 101 Meter, Nabenhöhe 135 Meter
- 3 Anlagen Enercon E-82, 2,3 MW, Rotordurchmesser 82 Meter, Nabenhöhe 108 Meter